# ケリー・マリー・トラン
ケリー・マリー・トラン（英: Kelly Marie Tran、越: Trần Loan / 陳鸞、1989年1月17日 - ）は、アメリカ合衆国の女優。
2017年公開の『スター・ウォーズ/最後のジェダイ』に出演し、広く知られるようになった。

## 略歴
1989年1月17日にカリフォルニア州サンディエゴに生まれたベトナム系アメリカ人。両親はベトナム戦争後にアメリカに移住したベトナム難民である。
Tran（越: Trần）は、ベトナム語では「チャン」と発音するが、日本のメディアでは英語表記をアルファベット読みした「トラン」と表記される。
サンディエゴのウェストビュー高校からカリフォルニア大学ロサンゼルス校 (UCLA) を卒業。短編映画やTVシリーズに出演後、2015年に『スター・ウォーズ/最後のジェダイ』（2017年公開）のローズ・ティコ役に抜擢され、2019年公開の『スター・ウォーズ/スカイウォーカーの夜明け』にも同役で出演した。

## 人物
『スターウォーズ/最後のジェダイ』に出演した際、インタビューで「『スター・ウォーズ』のファンだったかって？実は違うの。高校の授業のとき『エピソード4』を見せられたんだけど、何とも思わなかった。」と答えている。

### 誹謗中傷
『スターウォーズ/最後のジェダイ』は商業的に成功したものの、その賛否が分かれる内容やキャラクター設定から、インターネット上でのヘイトスピーチが問題となった。
この騒動はケリー・マリー・トラン個人に対しても飛び火し、Wookieepediaにある記事で彼女が演じたキャラクター、ローズ・ティコの名前を「Ching Chong Wing Tong」というアジア系の蔑称に改変する嫌がらせや、「ハイル・ヒットラー、私がどうしてSWのようなグッド・ムービーにキャストされたのか分からないわ」といった役者としての姿勢を茶化す書き込みがされた。
また、彼女のSNSの個人アカウントにスレンダーな韓国系アメリカ人女優と彼女の太った体格を比較する投稿など、誹謗中傷のコメントが殺到した結果、2018年6月にはインスタグラムのアカウントの投稿を全削除するまでに発展し、ライアン・ジョンソン監督らも遺憾の意を表明した。

## 主な出演作品

### 映画
| 公開年 | 邦題 原題                                                                  | 役名                | 備考                    | 吹き替え |
| ------ | -------------------------------------------------------------------------- | ------------------- | ----------------------- | -------- |
| 2012   | The Cohasset Snuff Film                                                    | Christine Chan      |                         |          |
| 2016   | XOXO                                                                       | Butterfly Rave Girl |                         |          |
| 2017   | スター・ウォーズ/最後のジェダイ Star Wars: The Last Jedi                   | ローズ・ティコ      |                         | 冠野智美 |
| 2019   | スター・ウォーズ/スカイウォーカーの夜明け Star Wars: The Rise of Skywalker | ローズ・ティコ      |                         | 冠野智美 |
| 2020   | クルードさんちのあたらしい冒険 The Croods: A New Age                       | ドーン・ベターマン  | 声の出演 日本劇場未公開 | 潘めぐみ |
| 2021   | ラーヤと龍の王国 Raya and the Last Dragon                                  | ラーヤ              | 声の出演                | 吉川愛   |
| 2023   | ワンス・アポン・ア・スタジオ -100年の思い出- Once Upon a Studio            | ラーヤ              | 声の出演                | 吉川愛   |

### テレビ
| 放映年    | 邦題 原題                                                                     | 役名               | 備考                                            | 吹き替え |
| --------- | ----------------------------------------------------------------------------- | ------------------ | ----------------------------------------------- | -------- |
| 2018      | スター・ウォーズ/フォース・オブ・デスティニー Star Wars Forces of Destiny     | ローズ・ティコ     | 声の出演 第2シーズン第3話「シャトル・ショック」 | 冠野智美 |
| 2018      | LEGO スター・ウォーズ/オールスターズ Lego Star Wars: All-Stars                | ローズ・ティコ     | 声の出演 計2話出演                              | 冠野智美 |
| 2018-2019 | Sorry for Your Loss                                                           | ジュール・ショウ   | 計18話出演                                      |          |
| 2020      | LEGO スター・ウォーズ/ホリデー・スペシャル The Lego Star Wars Holiday Special | ローズ・ティコ     | 声の出演 テレビスペシャル                       | 冠野智美 |
| 2021      | The Croods: Family Tree                                                       | ドーン・ベターマン | 声の出演 計6話出演                              |          |